# Psychotria vestita
Psychotria vestita är en måreväxtart som beskrevs av Karel Presl. Psychotria vestita ingår i släktet Psychotria och familjen måreväxter. Inga underarter finns listade i Catalogue of Life.